# Ösper
De Ösper is een rivier in Nedersaksen en Noordrijn-Westfalen, Duitsland die uitmondt in de Wezer. Het is een klein riviertje, die op het breedst slechts vier meter breed is.
- Virtual International Authority File: 201847933